# 27 Pułk Piechoty Armii Krajowej
27 Pułk Piechoty AK – jednostka sił zbrojnych Armii Krajowej. Wchodząca w skład 7 Dywizji Piechoty AK.

## Historia
Jednostka wraz z 74 pp AK od lipca 1944 roku wchodziła w skład 7 Dywizji Piechoty AK Będącej w składzie Kieleckiego Korpusu AK. Korpus miał iść na pomoc Powstaniu warszawskiemu. Okazało się to jednak niemożliwe, ze względu na bliskość frontu i niewystarczające wyposażenie słabo zorganizowanych oddziałów. Po rozwiązaniu Korpusu pułk kontynuował walkę z okupantem do swego rozwiązania w styczniu 1945 roku.

## Skład pułku
Na dzień 10 Sierpnia 1944 pułk liczył 492 ludzi. W skład personalny Pułku wchodził:
- dowódca pułku- mjr Franciszek Polkowski ps. „Korsak”[2]
- I batalion „Ryś” (wystawiony przez Obwód Radomsko AK) – dowódca por./kpt. Stanisław Sojczyński ps. „Warszyc”
- II batalion „Centaur” (wystawiony przez Obwód Częstochowa AK) – dowódca mjr Paweł Bierzyński ps. „Roch”

## Upamiętnienie
Żołnierzy 27 Pułku Piechoty AK i dowódców tego pułku, upamiętniają tablice na zewnątrz Kościoła Niepokalanego Poczęcia NMP w Żytnie